# Andrew Gross
Andrew Gross (ur. 18 maja 1952 w Nowym Jorku, zm. 9 kwietnia 2025 w Purchase) – amerykański pisarz, który zdobył popularność jako współautor kryminałów tworzonych wspólnie z Jamesem Pattersonem. Napisał wspólnie z nim dwie części serii Kobiecego Klubu zbrodni, a także trzy inne powieści. Po 2006 publikował samodzielnie. Mieszkał w hrabstwie Westchester, w stanie Nowy Jork, wraz z żoną, Lynn i trójką dzieci.